# Temple de Domu de Orgia
Le temple de Domu de Orgia ou Domu 'e Urxia ( appelé « la maison d'Orgia » en italien ) est un important site archéologique nuragique, du type mégaron, dans la commune d'Esterzili, de la province du sud de la Sardaigne. C'est le plus vaste de l'île italienne et l'un des 31 sites sardes qui sont candidats pour entrer dans la liste du patrimoine mondial de l'UNESCO,.

## Description
Ceinturé d'une enceinte sacrée elliptique, le bâtiment est construit en blocs de schiste, travaillé en blocs carrés positionnés en rangées horizontales. La forme elliptique de cette enceinte suggére que la zone était considérée comme sacrée. Orgia était un personnage ethnographiquement lié à la fertilité agricole. 
Le temple a un plan rectangulaire d'environ dix mètres sur vingt. Il a deux salles précédées d'un antis vestibule. L'existence, à l'époque de la culture nuragique, d'une toiture lithique à double pente a été indiquée aux archéologues par leur découverte de nombreuses dalles de toiture effondrées, ils en ont déduit qu'ils étaient probablement disposés à intervalles réguliers au-dessus de la charpente du toit.

## Découvertes
Les fouilles ont exhumé plusieurs petits bronzes, et aboutié à dater l'ensemble de la seconde moitié du IIe millénaire av. J.-C. avec des visites jusqu'à l'époque romaine. C'est le lieu où a été découvert un véritable « trésor » archéologique, qui a nourri une légende populaire.
L'une des plus importantes représente un archer avec une armure et une jupe courte cloutée, dont la tête est protégée par un casque à cornes nuragique traditionnel typique. Des statuettes féminines portent une tunique et une large cape avec une bande décorée, peut-être celle d'une prêtresse. L'un de ses prétendants porte une longue étole drapée sur son épaule gauche. Parmi les animaux représentés, un cerf mutilé au cou par un chien avec un collier.

## Situation géographique
Le temple est sur le territoire d'Esterzili, municipalité de la Barbagia, dans le sud de l'île, et situé à plus de 1 000 mètres d'altitude, sur une montagne qui s'élève à plus de  1 200 mètres d'altitude. Le village est lui niché entre les plateaux et les vallées de la Barbagia di Seulo.

## Galerie

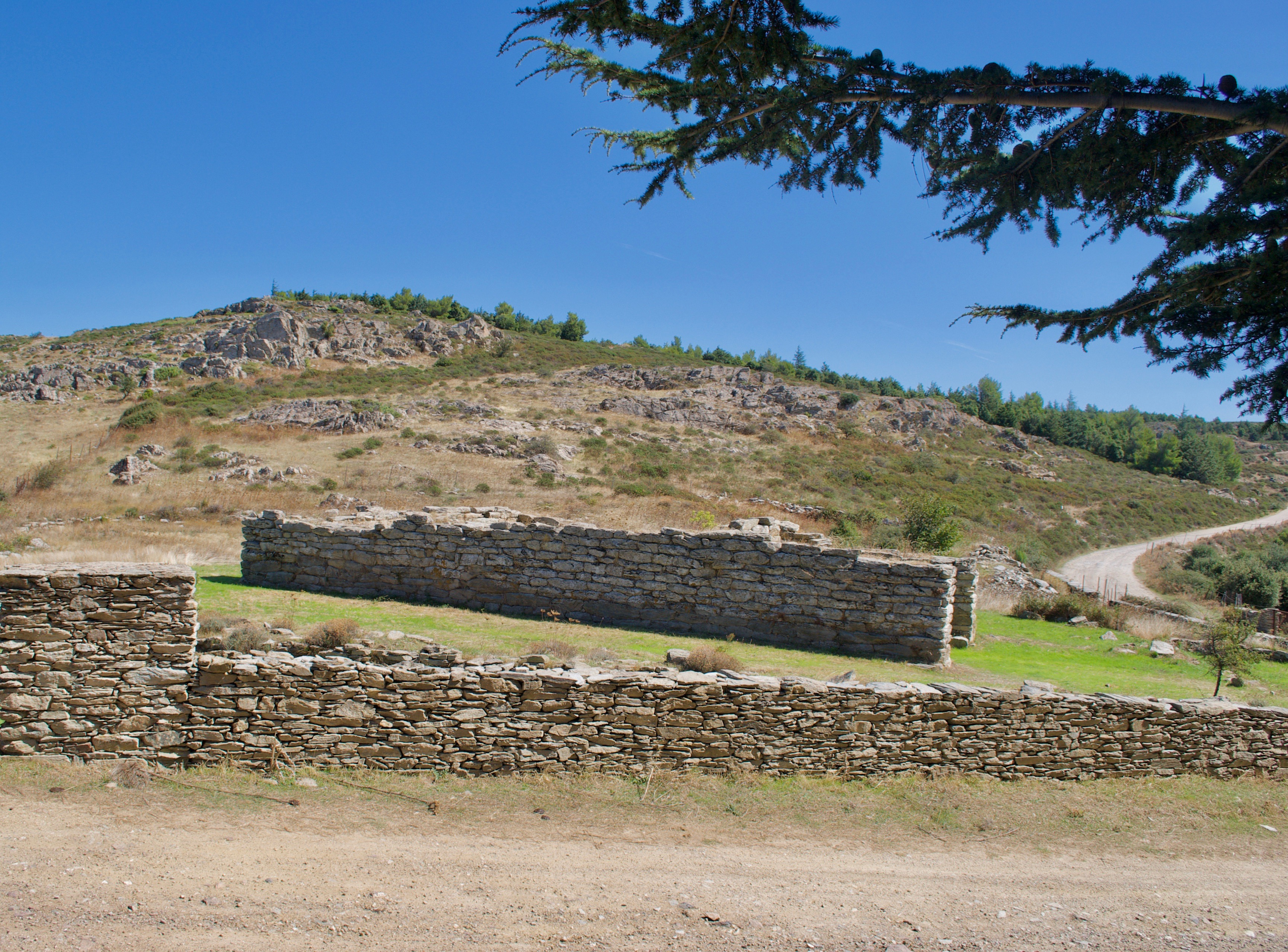
Vue latérale.
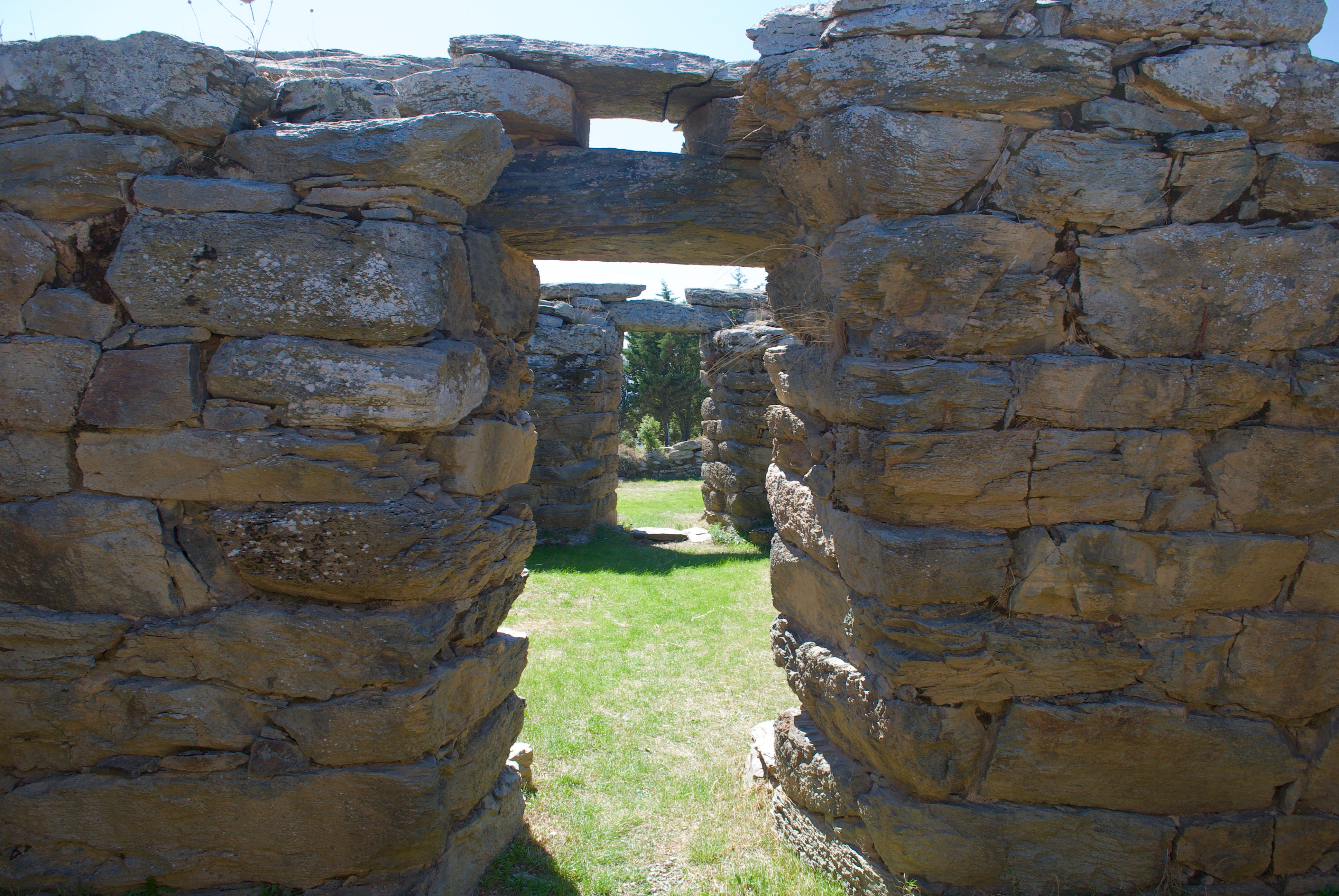
Chambres.